# Iketaka Nobuki
Iketaka Nobuki (sinh ngày 5 tháng 4 năm 2000) là một cầu thủ bóng đá người Nhật Bản.

## Sự nghiệp câu lạc bộ
Iketaka Nobuki đã từng chơi cho Urawa Reds.